# بلز
بلز (به اوکراینی: Белз) شهری است که در استان لویو در کشور اوکراین قرار دارد. جمعیت این شهر ۲,۲۲۹ (۲۰۲۱ تخمینی) نفر بوده‌است.